# Планета самотніх
«Плане́та само́тніх» — польський повнометражний художній фільм 2016 року режисера Міті Окорна.

## Сюжет
Головна героїня — вчителька Аня, яка шукає в інтернеті супутника життя. Телезірка Томаш Вільчинський зустрічає її випадково. Двоє домовляються — Аня зустрічатиметься з іншими потенційними партнерами, використовуючи мобільний додаток Planeta singli, і повідомлятиме про хід побачень Вільчинського. У своєму шоу він викладає карикатури на такі типи побачень, висміюючи при цьому жіночий пошук ідеального чоловіка. Популярність програми зростає, але справа ускладнюється, коли чоловік з наступного побачення виявляється ідеальним, і Томек закохується в Аню.

## Актори
- Агнешка Вендлоха — Аня Квятковська
- Мацей Штур — Томек Вільчинський
- Пйотр Гловацький — Марсель, телепродюсер
- Вероніка Ксьонжкевич — Оля, подруга Ані
- Томаш Каролак — Богдан, чоловік Олі і директор школи, в якій працює Аня
- Йоанна Ярмолович — Зоська, дочка Богдана, пасербиця Олі
- Ева Блащик — Октавія, керівник телекомпанії, де працює Томек
- Міхал Чернецький — Антоні Бенчицький
- Данута Стенка — мати Ані

Джерело .

## Сприйняття
Фільм отримав приз глядацьких симпатій у 2016 році на польському кінофестивалі «Вісла» у Москві. Популярність комедії між першим і другим вихідними в Польщі, вимірювана кількістю квитків, зросла на 156 %. Після 1989 року це було максимальне збільшення кількості глядачів у Польщі. У вихідні у День закоханих 2016 року його переглянули майже 525 000 людей, побивши рекорд перегляду за другий вихідний вихід. Тоді в польському касовому рейтингу «Planeta singli» була лідером. Фільм набув популярності в тому числі у Словенії, вигравши рейтинг кас на прем'єрних вихідних. Фільм був одним із шістнадцяти і був номінований на премію «Золоті леви 41». Кінофестиваль у Гдині в основній категорії.